# Hemidactylus tasmani
Espèce
Hemidactylus tasmani est une espèce de geckos de la famille des Gekkonidae.

## Répartition
Cette espèce est endémique du Zimbabwe.

## Étymologie
Cette espèce est nommée en l'honneur de Kenneth Robert Tasman.

## Publication originale
- Hewitt, 1932 : Some new species and subspecies of South African batrachians and lizards. Annals of the Natal Museum, vol. 7, n. 1, p. 105-128 (texte intégral).